# Pekan Olahraga Nasional XXI/Badminton
Badminton wurde bei den Pekan Olahraga Nasional XXI vom 8. bis zum 19. September 2024 im GOR PBSI Sumut in Percut Sei Tuan (Deli Serdang) gespielt.

## Medaillengewinner
| Disziplin    | Gold | Silber | Bronze |
| ------------ | --- | --- | --- |
| Herreneinzel | Richie Duta Richardo Jawa Tengah | Moh. Zaki Ubaidillah Jawa Tengah | Muhammad Fachri Akbar Romadhon Jawa Barat |
| Herreneinzel | Richie Duta Richardo Jawa Tengah | Moh. Zaki Ubaidillah Jawa Tengah | Muhammad Rizky Akbar Jawa Timur |
| Dameneinzel  | Sausan Dwi Ramadhani Jawa Tengah | Aurelia Salsabila Jawa Timur | Azzahra Melani Arjisetya Jawa Timur |
| Dameneinzel  | Sausan Dwi Ramadhani Jawa Tengah | Aurelia Salsabila Jawa Timur | Aura Ihza Aulia Jawa Tengah |
|              | | | |
| Herrendoppel | Jawa Barat Galuh Dwi Putra Muhammad Gibran Arfiansyah | Jawa Timur Gilang Krisandi Toyo Pramana Kleopas Binar Putra Prakoso | Jawa Barat Hendrawan Hendrawan Muhammad Al Fauzan Hamba |
| Herrendoppel | Jawa Barat Galuh Dwi Putra Muhammad Gibran Arfiansyah | Jawa Timur Gilang Krisandi Toyo Pramana Kleopas Binar Putra Prakoso | Jawa Timur Mochamad Yovandika Ramadhan Fadel Ilyasa Duni |
| Damendoppel  | Jawa Tengah Ardita Anjani Titis Maulida Rahma | Jawa Tengah Bernadine Anindya Wardana Velisha Christina | Jakarta Nabila Cahya Permata Ayu Reva Olivia Damayani |
| Damendoppel  | Jawa Tengah Ardita Anjani Titis Maulida Rahma | Jawa Tengah Bernadine Anindya Wardana Velisha Christina | Aceh Mutia Dita Ainul Baroroh Rista Berlian Maharani |
| Mixed        | Jawa Barat Muhammad Rafi Alayman Jafar Farica Abela | Jawa Tengah Michael Owen Bernadine Anindya Wardana | Yogyakarta Aufa Isnanta Nurrafif Darwanto Sabrina Ajeng Takira |
| Mixed        | Jawa Barat Muhammad Rafi Alayman Jafar Farica Abela | Jawa Tengah Michael Owen Bernadine Anindya Wardana | Jawa Tengah Muh. Voyage Afrisal Mahendra Velisha Christina |
|              | | | |
| Herrenteam   | Jawa Tengah Emanuel Joseph Surya Hartono Hendry Leander Michael Owen Moh. Zaki Ubaidillah Muh. Voyage Afrisal Mahendra Raditya Bayu Whardana Richie Duta Richardo Yuke Gamareza Radjasa | Jakarta Ali Faathir Rayhan Rizki Dwi Cahyo Jaden Abdullah Usman Putra Ayus Calvin Valentino Sifen Tan Dewangga Surya Negara Dexter Farrell Wahyu Agung Prasetyo Muhammad Hafizh Deedat Baryadi | Jawa Barat Muhammad Fachri Akbar Romadhon Hendrawan Muhammad Rafi Alayman Jafar Muhammad Gibran Arfiansyah Galuh Dwi Putra Ahmad Sasfariansyah Siregar Albani Muhammad Bije Muhammad Al Fauzan Hamba                    |
| Herrenteam   | Jawa Tengah Emanuel Joseph Surya Hartono Hendry Leander Michael Owen Moh. Zaki Ubaidillah Muh. Voyage Afrisal Mahendra Raditya Bayu Whardana Richie Duta Richardo Yuke Gamareza Radjasa | Jakarta Ali Faathir Rayhan Rizki Dwi Cahyo Jaden Abdullah Usman Putra Ayus Calvin Valentino Sifen Tan Dewangga Surya Negara Dexter Farrell Wahyu Agung Prasetyo Muhammad Hafizh Deedat Baryadi | Jawa Timur Mochamad Yovandika Ramadhan Gilang Krisandi Toyo Pramana Putra Kleopas Binar Putra Prakoso Muhamad Rizky Akbar Muhammad Fadel Ilyasa Duni Aquiritto Jesse Cahyadi Gilang Ramadhani Adriel Ferdinand Leonardo |
| Damenteam    | Jawa Tengah Aura Ihza Aulia Bernadine Anindya Wardana Evelin Gracia Parapat Ridya Aulia Fatasya Salsabila Amiradana Sausan Dwi Ramadhani Titis Maulida Rahma Velisha Christina          | Jawa Barat Azzahra Adha Haryanto Laili Dwiyanti Nur Rohmah Kanaya Anisya Putri Farica Abela Sherly Asti Pratiwi Shafa Kaulika Haqe Nabila Putri Arsyillah Nadelita Puspitanaya Effendi         | Jakarta Ariella Naqiyyah Rachel Agnesia Sabatini Nabila Cahya Permata Ayu Reva Olivia Damayani Jania Novalita Situmorang Thalita Ramadhani Wiryawan Kavitha Nadjwa Aulia Nimas Amirah Ayu                               |
| Damenteam    | Jawa Tengah Aura Ihza Aulia Bernadine Anindya Wardana Evelin Gracia Parapat Ridya Aulia Fatasya Salsabila Amiradana Sausan Dwi Ramadhani Titis Maulida Rahma Velisha Christina          | Jawa Barat Azzahra Adha Haryanto Laili Dwiyanti Nur Rohmah Kanaya Anisya Putri Farica Abela Sherly Asti Pratiwi Shafa Kaulika Haqe Nabila Putri Arsyillah Nadelita Puspitanaya Effendi         | Jawa Timur Chelsea Putri Mairera Sensa Adelista Rudiyanto Dwi Nur Septiani Nadia Marshela Putri Rahma Elvira Jowitasari Wahyu Krisnawardhani Azzahra Melani Arjisetya Aurelia Salsabila                                 |